# Littleton (Colorado)
Littleton è una city degli Stati Uniti d'America, capoluogo della contea di Arapahoe nel Colorado. Al censimento del 2010, la città contava 41 737 abitanti. Alcune porzioni della città sconfinano nelle contee di Jefferson e Douglas.

## Storia
Littleton è tristemente nota per un massacro avvenuto il 20 aprile 1999 alla Columbine High School. In quell'occasione, due studenti, Eric Harris e Dylan Klebold, aprirono il fuoco contro compagni di scuola e insegnanti, uccidendo 12 studenti e un insegnante. Questo tragico evento richiamò l’attenzione sulla sicurezza nelle scuole e sulle diseguaglianze sociali, oltre all’uso di farmaci antidepressivi da parte degli adolescenti. La strage di Columbine è uno dei più sanguinosi massacri scolastici nella storia degli Stati Uniti.